# Ramlati Ali
Ramlati Ali (nascida em 28 de maio de 1961) é uma política francesa que é membro do Parlamento pelo primeiro círculo eleitoral de Mayotte. do 2018 - 2022. Ela foi eleita como candidata socialista, mas faz parte do Renascimento (RE) na Assembleia Nacional.